# Casteleiro
Casteleiro is een plaats (freguesia) in de Portugese gemeente Sabugal en telt 512 inwoners (2001).